# Raïon de Jmerynka
Le raïon de Jmerynka (ukrainien : Жмеринський район) est une subdivision administrative de l'oblast de Vinnytsia, dans l'Ouest de l'Ukraine. Son centre administratif est la ville de Jmerynka.
Depuis le 19 juillet 2020 le raïon est agrandi aux dépens de ses voisins dans le cadre de la réforme administrative de l'Ukraine.

## Lieux d’intérêt
Le château de Bar, classé et patrimoine d'intérêt national n°960.

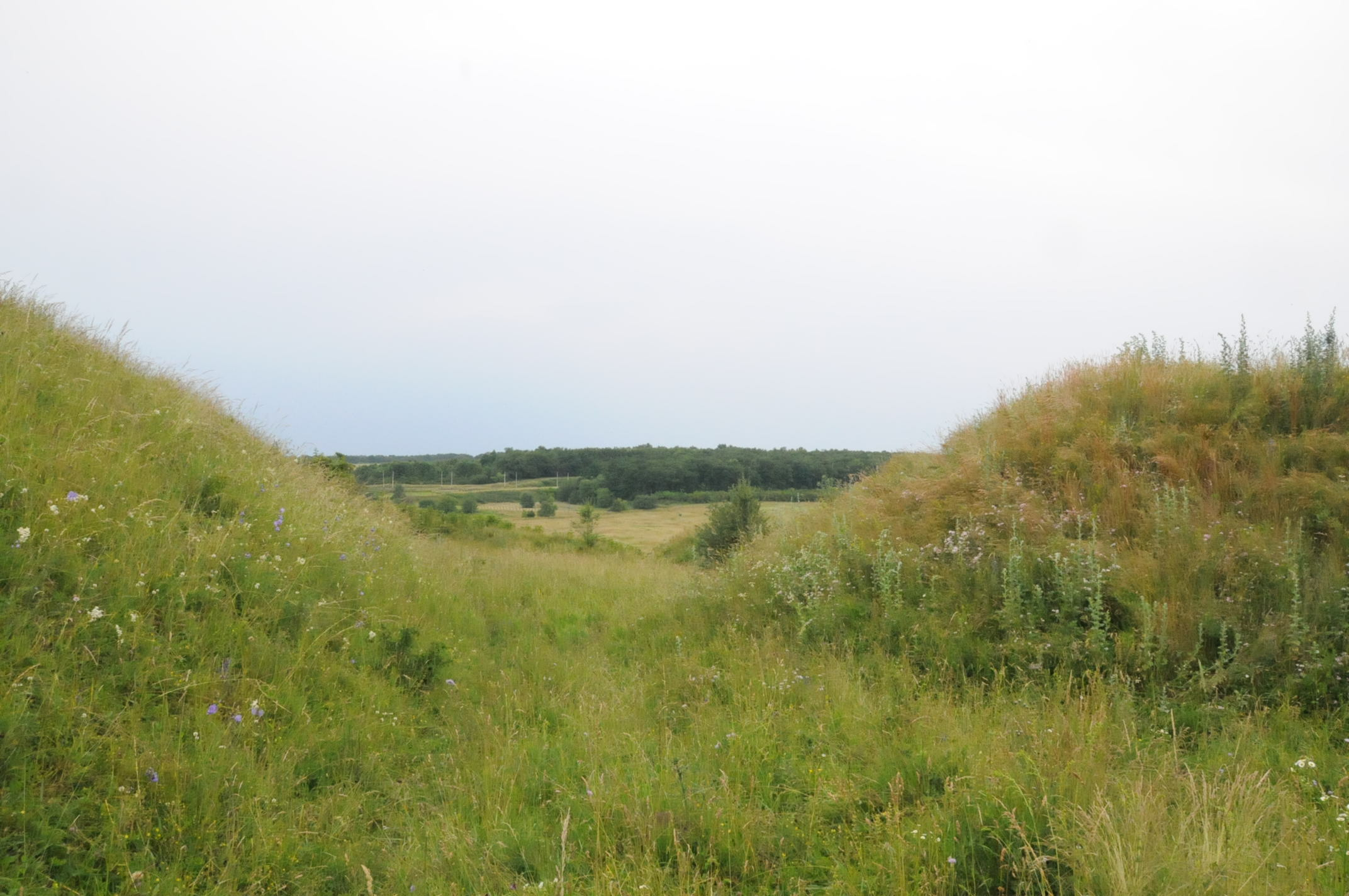
Ancien fort, classé[1],
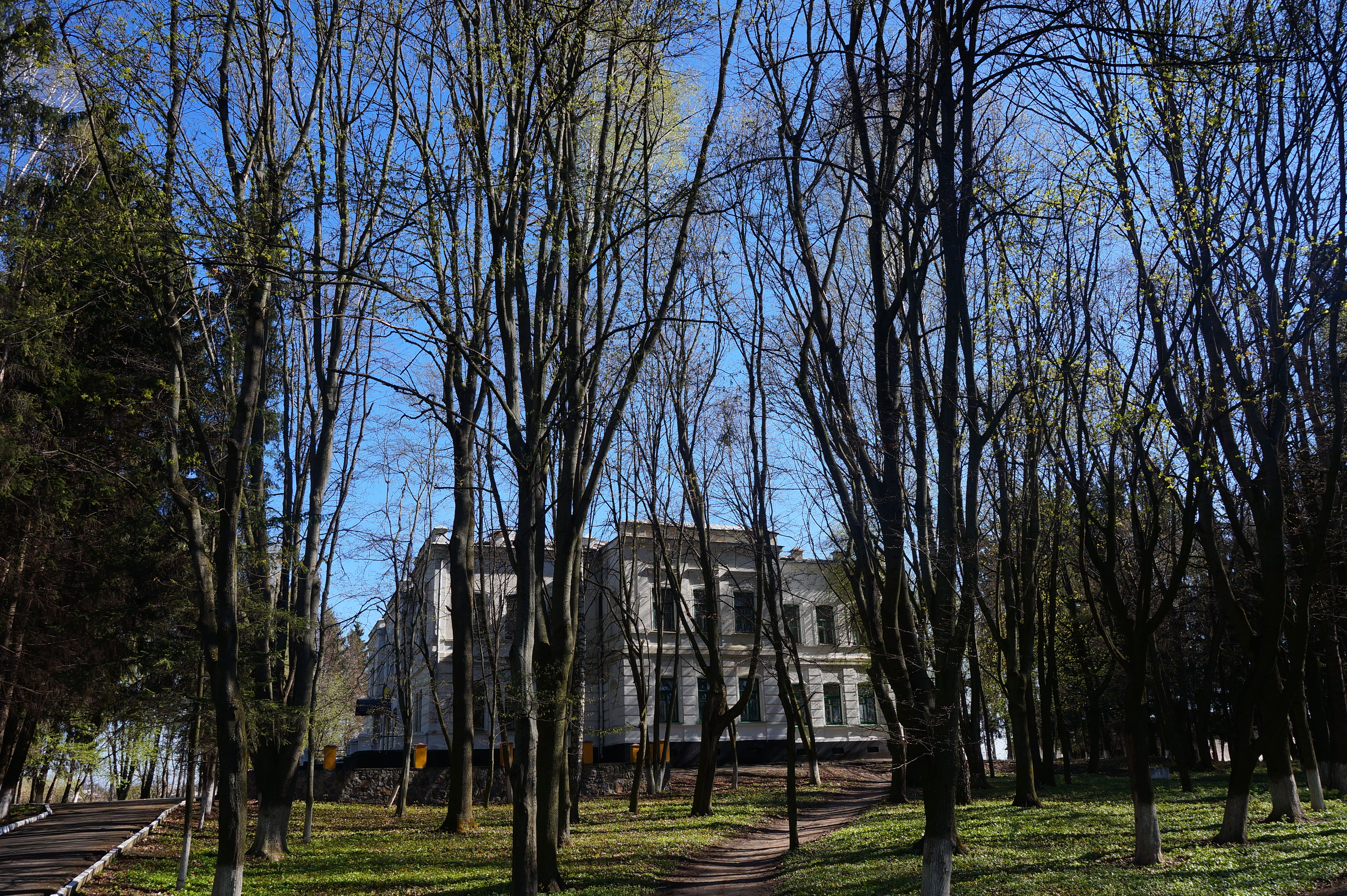
palais de la famille Meck classé[2],[3],
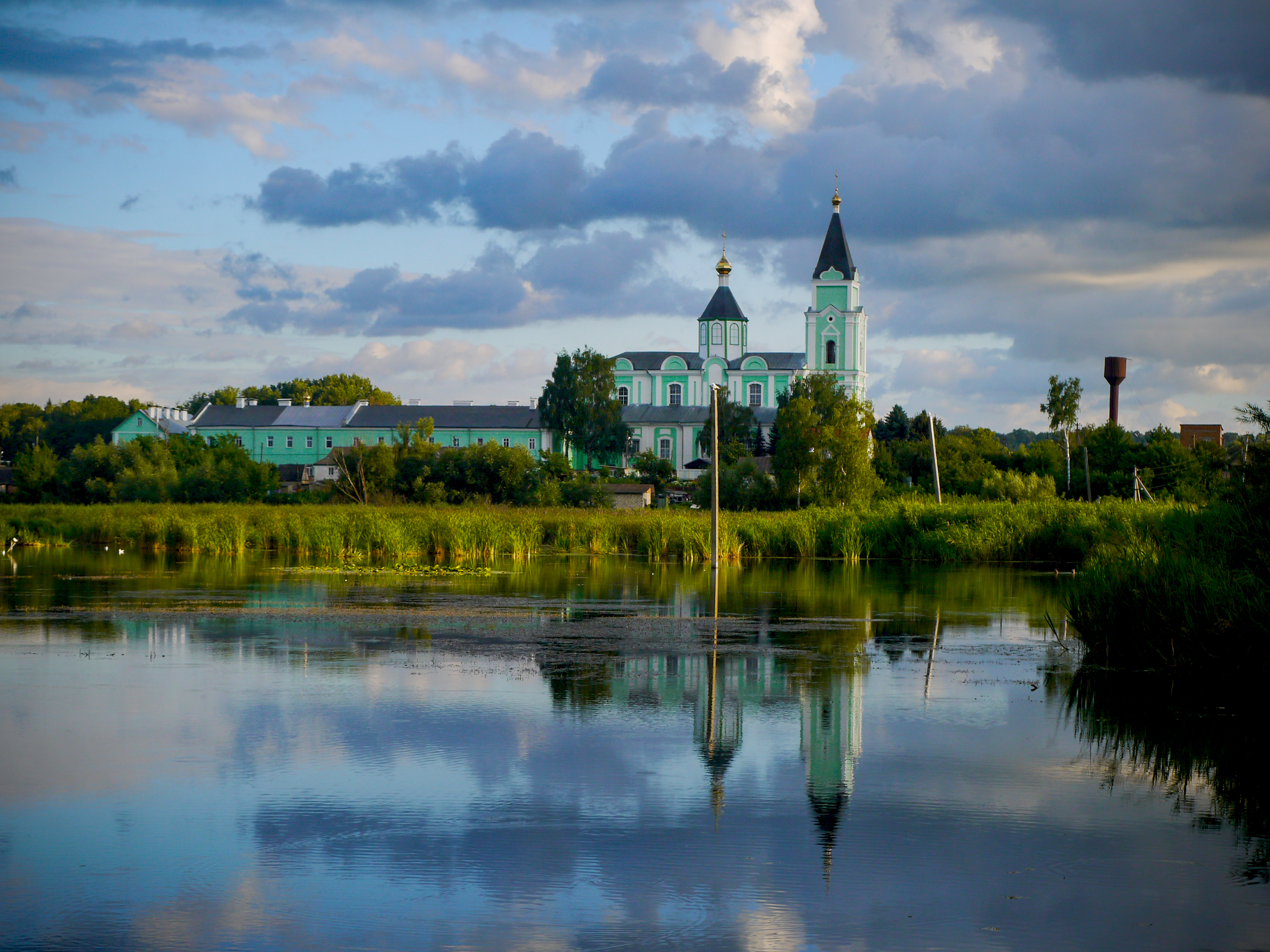
couvent de Brailiv, classée[4],[5],
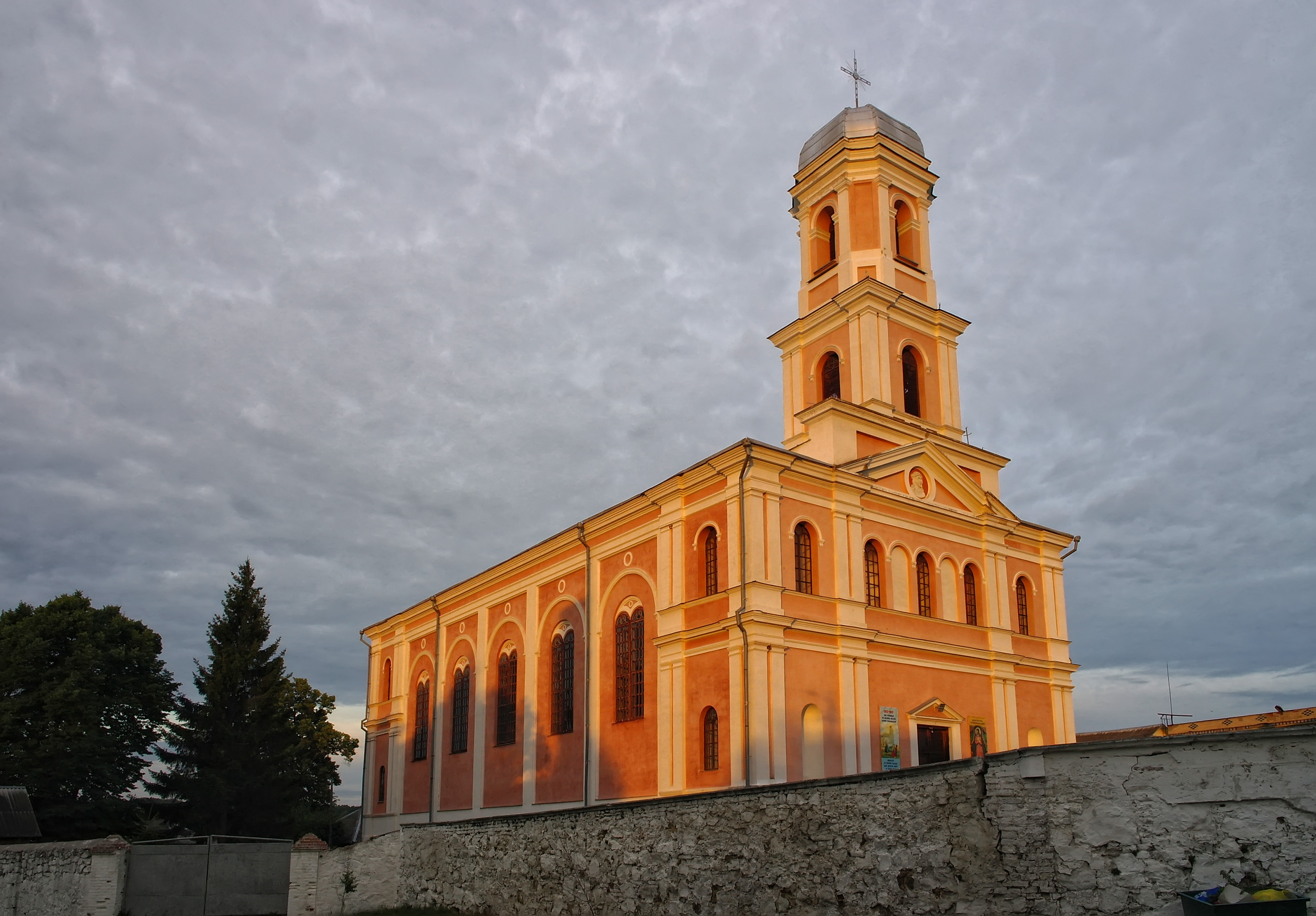
église de Jésus à Brailiv, classée[6].